# Vital Heynen

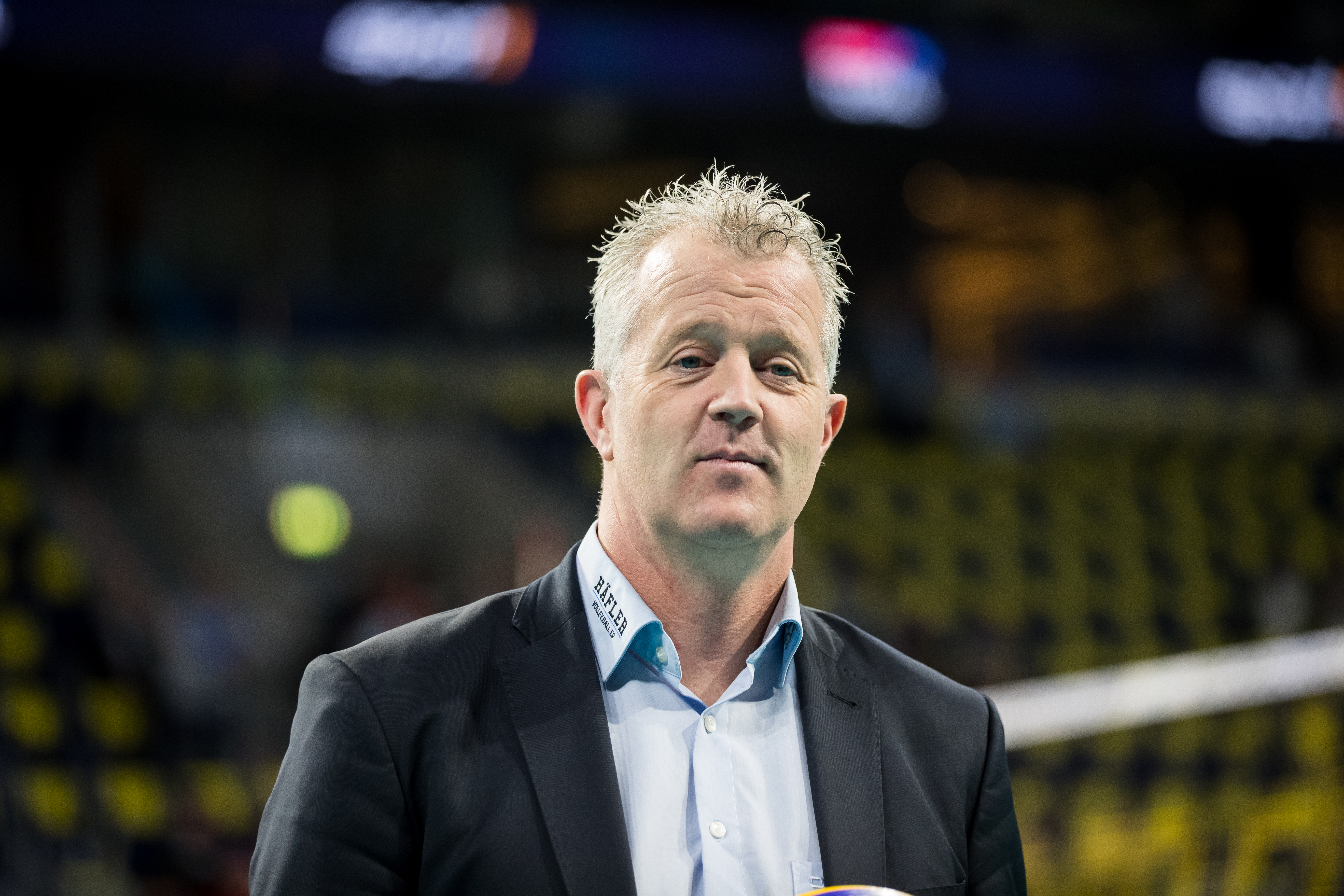
Vital Heynen (2019)

Vital Heynen (* 12. Juni 1969 in Maaseik) ist ein belgischer Volleyball-Trainer. Mit der polnischen Männernationalmannschaft wurde er 2018 Weltmeister. Von 2016 bis Anfang 2019 arbeitete er zudem als Trainer des VfB Friedrichshafen. Seit 2022 ist er Trainer der deutschen Frauen-Volleyballnationalmannschaft, nachdem er von 2012 bis 2016 bereits Trainer des Männernationalteams war.

## Karriere
Heynen begann seine Karriere als Spieler bei Rovoc Rotem. Später war er auch bei Vasco Maasmechelen aktiv, bevor er zu Noliko Maaseik wechselte. In seiner Heimatstadt stand der Zuspieler zehn Jahre lang auf dem Feld, ehe er 2005 zunächst das Amt des Co-Trainers übernahm und ein Jahr später Cheftrainer wurde. Unter seiner Regie gewann der belgische Erstligist zahlreiche Titel in der Meisterschaft und im nationalen Pokal. Außerdem war Maaseik mit Heynen regelmäßig in der Champions League vertreten. Am 27. Februar 2012 ernannte der Deutsche Volleyball-Verband den Belgier zum neuen Cheftrainer der Männer-Nationalmannschaft. Heynen wurde damit Nachfolger des im November 2011 entlassenen Raúl Lozano. 2014 führte er die Nationalmannschaft bei der WM in Polen zur Bronzemedaille. Nach der EM-Qualifikation im September 2016 beendete er seine Tätigkeit beim DVV. Er wurde Nachfolger von Stelian Moculescu als Trainer des deutschen Bundesligisten VfB Friedrichshafen. Zugleich übernahm er die belgische Männer-Nationalmannschaft. Mit Friedrichshafen gewann er 2017 den DVV-Pokal und wurde in der Bundesliga-Saison 2016/17 deutscher Vizemeister. Mit Belgien erreichte er bei der EM 2017 in Polen den vierten Rang. Im Februar 2018 wurde Heynen zum Trainer der polnischen Männer-Nationalmannschaft ernannt. Im September 2018 gewann er mit der polnischen Mannschaft die Goldmedaille bei der WM in Bulgarien/Italien.